# Spukschloss

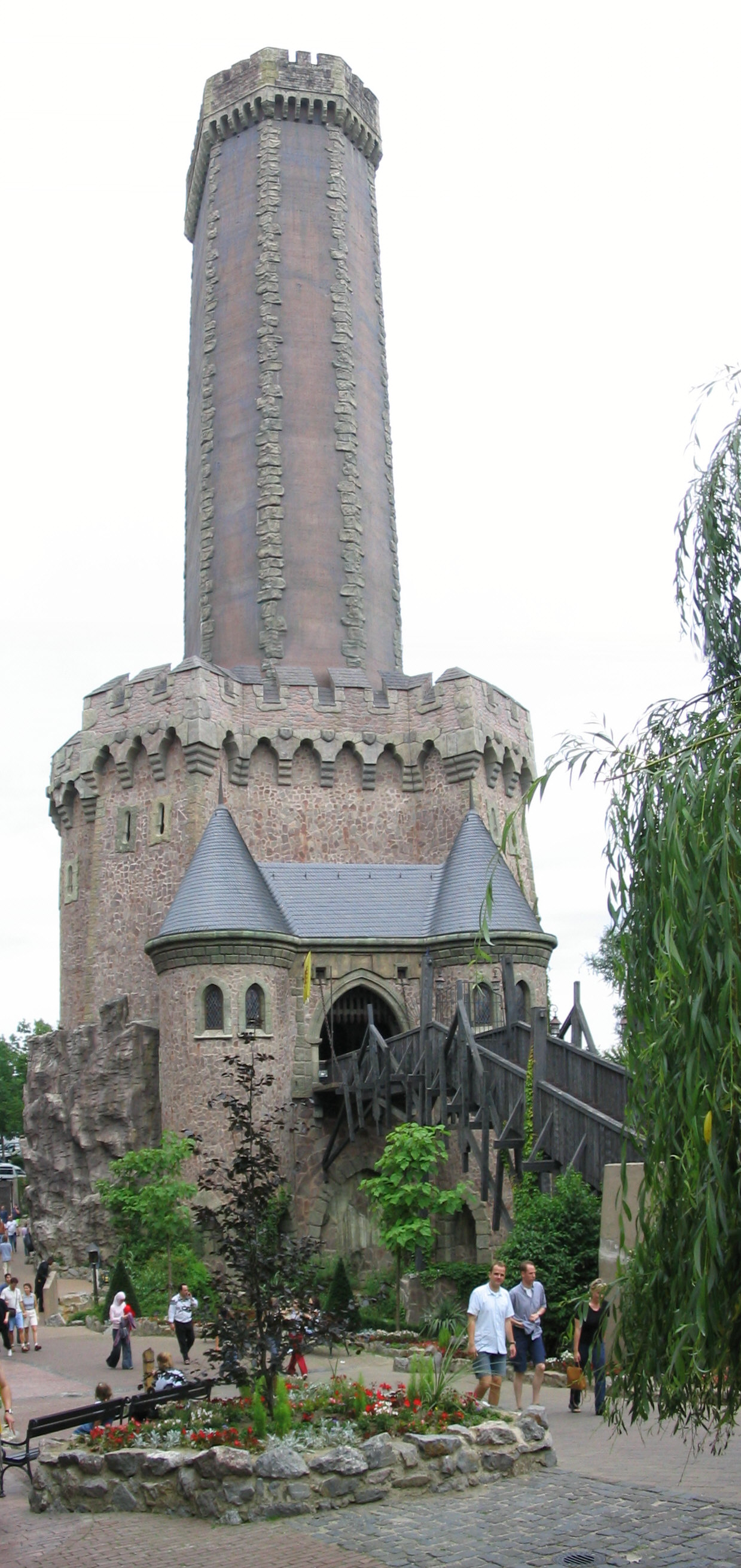
Spukschlossartige Attraktion Mystery Castle im Phantasialand

Das Spukschloss (auch Gespensterschloss) ist ein Motiv in Kunst und Literatur und bezeichnet ein Schloss, in dem es spukt, also übersinnliche, meist erschreckende Dinge passieren, die (zunächst) nicht erklärbar sind. Die Brüder Grimm beschreiben es in ihrem deutschen Wörterbuch als ein „schlosz in dem es spukt“. Häufig werden die unerklärlichen Vorgänge darauf zurückgeführt – oder es wird darauf als mögliche Ursache angespielt –, dass Hausgeister (Schlossgespenster, Schlossgeister) ihr Unwesen im Schloss treiben oder dass das Schloss verflucht ist. Ein Motiv, das häufig dabei aufgegriffen wird, ist der Spuk bei Nacht (Geisterstunde) und Gewitter.

## Beschreibung
Während der deutsche Begriff des Spukschlosses sich auf Schlösser oder große Anwesen (häufig viktorianische Herrenhäuser) beschränkt, erweitert der englische Begriff des haunted house die Bedeutung um Gebäude aller Art. Auch im Deutschen kommt der Begriff Spukhaus vor. Historischen Ursprung hat das Motiv des Spukschlosses in der Romantik, genauer in der Schwarzen Romantik, wo in der Schauerliteratur (auch Spuk- oder Gruselgeschichten) der Epoche Gespenster, Ritter und verwunschene und halbzerfallene Burgen häufige Motive waren. Seit etwa den 1990er Jahren werden Adaptionen mit dem Begriff Mystery zusammengefasst.

## Belletristik
- Das Schloss von Otranto, 1764 von Horace Walpole. Begründung der Schauerliteratur
- Der Untergang des Hauses Usher, 1839 von Edgar Allan Poe. Zahlreiche Adaptionen
- Melchior Jollers Tagebuch von 1863, über das 2003 der Film Das Spukhaus von Stans gedreht wurde.
- Die Geisterburg, 1868 von Wilhelm Herchenbach
- Das Gespenst von Canterville, 1887 von Oscar Wilde
- Der Schloßgeist, Neumünster, 1930 von Käthe Papke
- Das unheimliche Schloß, 1950 von Keith Stuart
- Spuk in Hill House, 1959 von Shirley Jackson
- Das Gespensterschloss, 1964 Jugendkrimi von Robert Arthur, Original: The Secret of Terror Castle

## Filme
Das Spukschloss ist ein klassisches Filmklischee.
- Das Spukschloß im Spessart (1960)
- Das Spukschloß in der Via Veneto (1961)
- The Terror – Schloß des Schreckens (1963)
- Hochzeitsnacht im Geisterschloß (1986)
- Casper (1995)
- Das Geisterschloss (1999)
- Der WiXXer (2004), in Anspielung auf zahlreiche Edgar-Wallace-Filme
- Hui Buh – Das Schlossgespenst (2006)
- Die drei ??? – Das verfluchte Schloss (2009)
- Die Frau in Schwarz (2012)
- Oscar Wildes Erzählung war Vorlage für diverse Verfilmungen; siehe hierzu Das Gespenst von Canterville

## Einzelne Legenden und Attraktionen
- Viele Schlösser haben Legenden um Schlossgeister, z. B. das Schloss Deufringen, oder das Schweriner Schloss mit dem Petermännchen.
- In der Burg Nideggen muss nach einer Sage der Schluffjann nach seinem Tod als ruheloser Geist durch die Burg schleichen. Zu Lebzeiten hatte er als Burgvogt den im Verlies schmachtenden Erzbischof Engelbert von Falkenburg gequält und um den Schlaf gebracht.
- In einigen Schlössern und Burgen werden sogenannte Geisterführungen inszeniert. Insbesondere dem englischen Adel dienen Geister als Touristenattraktion für ihre Schlösser.[2] Bekannt ist u. a. der Hampton Court Palace für seine angeblichen Geister, die der Legende nach jede Nacht im Gebäude umherspuken.
- Nach dem Motiv des Spukschlosses wurde auch die Attraktion Mystery Castle im  Freizeitpark Phantasialand gestaltet.